# Заппас, Евангелис
Евангелос или Евангелис Заппас (греч. Ευαγγέλης Ζάππας; рум. Evanghelie Zappa; 23 августа 1800, Лабово, Османская империя — 19 июня 1865, Броштени, Объединённое княжество Валахии и Молдавии) — греческий общественный деятель, филантроп и бизнесмен, большую часть жизни проживший в Румынии. Считается одним из основателей современных Олимпийских игр. Он спонсировал Олимпийские игры 1859, 1870, 1875 и 1888 годов. Эти игры, известные в то время просто как Олимпийские игры, появились еще до основания Международного олимпийского комитета. Наследие Евангелиса Заппаса, а также наследие его двоюродного брата Константиноса Заппаса также было использовано для финансирования Олимпийских игр 1896 года.

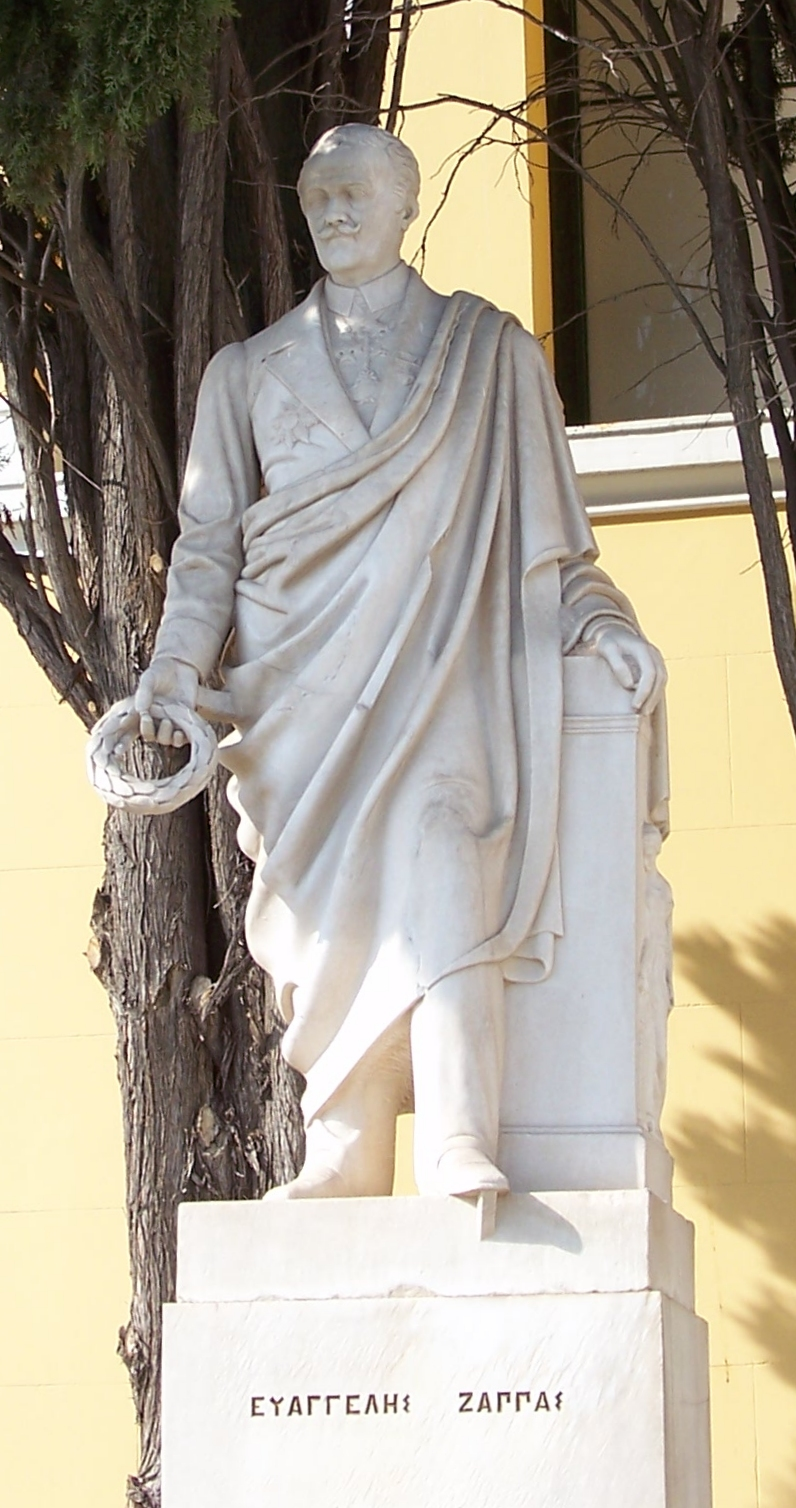
Памятник Евангелису Заппасу в Афинах

## Биография

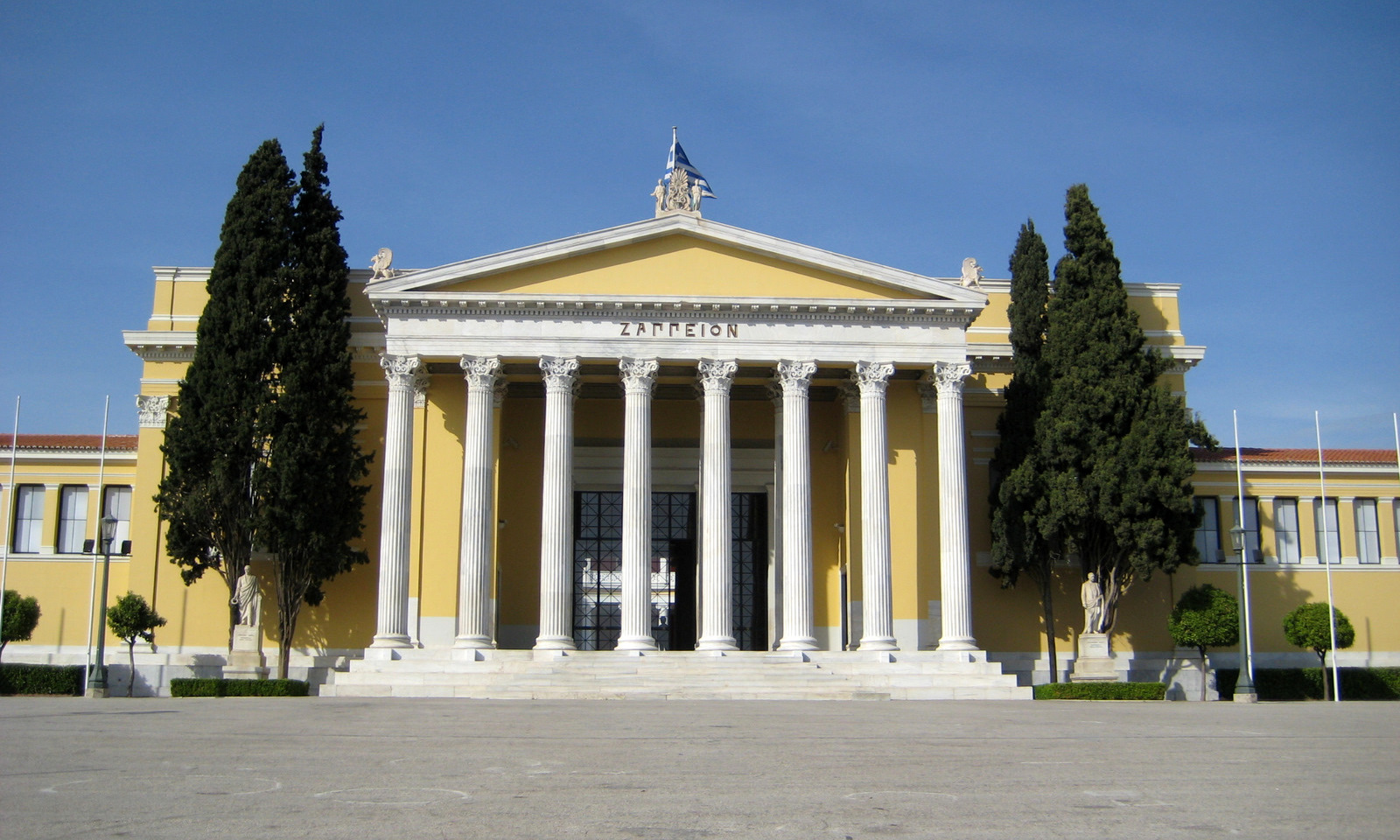
Выставочный зал «Заппион»

Евангелис Заппас родился в семье греков в деревне Лабово, находящейся неподалёку от Тепелены (сейчас Албания), когда территория всё ещё находилась под властью Османской империи. В детстве он не получил никакого образования. Он ушёл из деревни, когда ему было 13, и нанялся на службу в османской армии.
Стал членом тайного общества «Филики этерия» и присоединился к своим соотечественникам в Греческой войне за независимость, начавшейся в 1821 году. Он участвовал в нескольких сражениях, получил чин майора. После восстановления независимости Греции поселился в Валахии, где приобрел себе состояние и стал одним из самых богатых людей в Восточной Европе. В 1859 финансировал проведение масштабного спортивного соревнования, первой Олимпии, Подобные игры прошли также в 1870, 1875, 1888, 1889 годах, уже после смерти Заппаса, однако организованы они были на завещанные меценатом средства. Эти игры стали предшественницами современных Олимпийских игр.
Известен также тем, что инициировал постройку в Афинах Выставочного зала «Заппион», что и было осуществлено в 1888 году его кузеном Констандиносом Заппасом к открытию четвёртых Олимпий в Греции